# Pheidole morrisii
Pheidole morrisii är en myrart som beskrevs av Auguste-Henri Forel 1886. Pheidole morrisii ingår i släktet Pheidole och familjen myror.

## Underarter
Arten delas in i följande underarter:
- P. m. impexa
- P. m. morrisii

## Bildgalleri

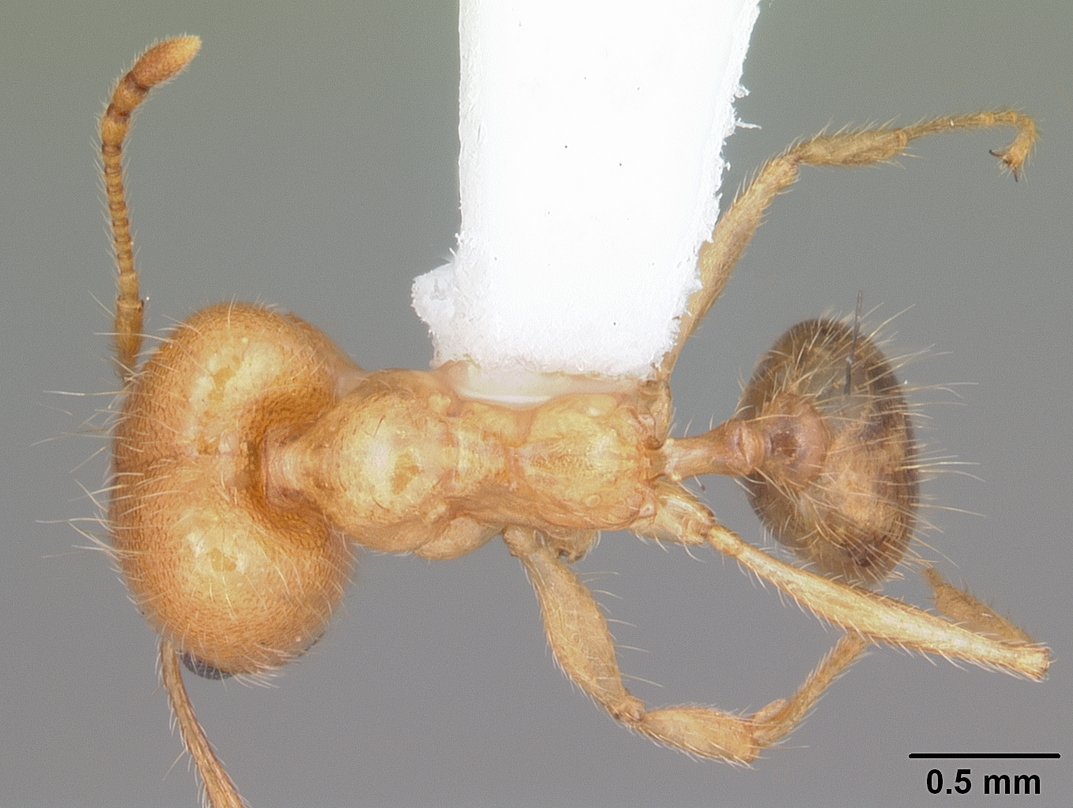
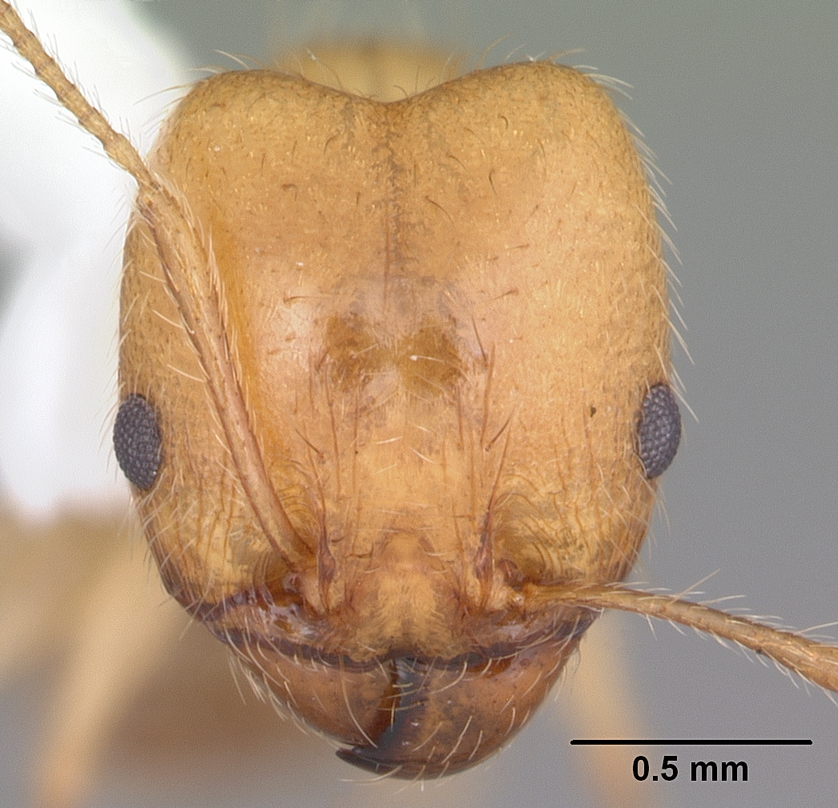
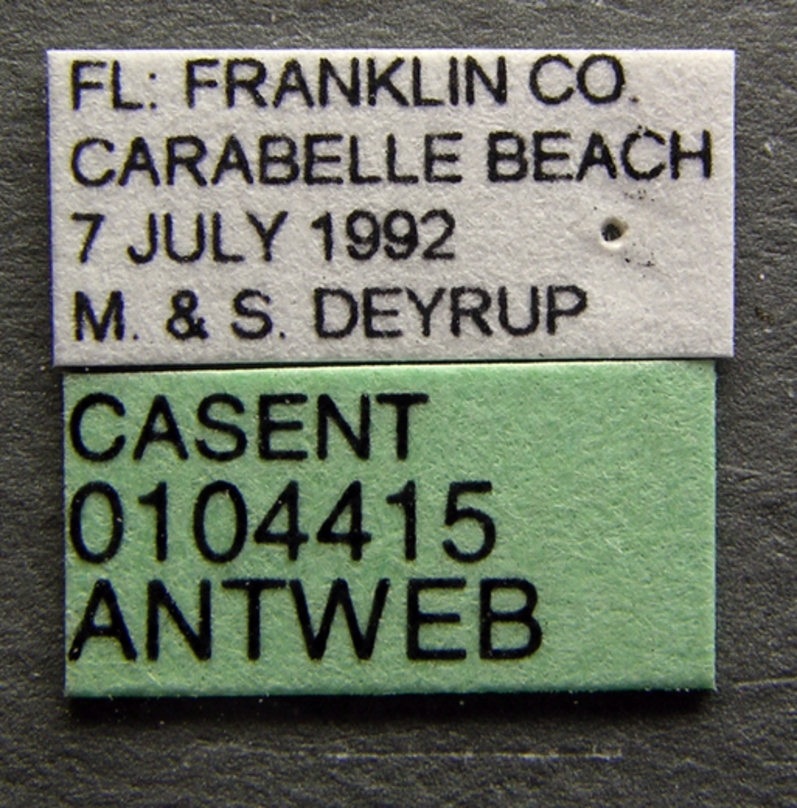
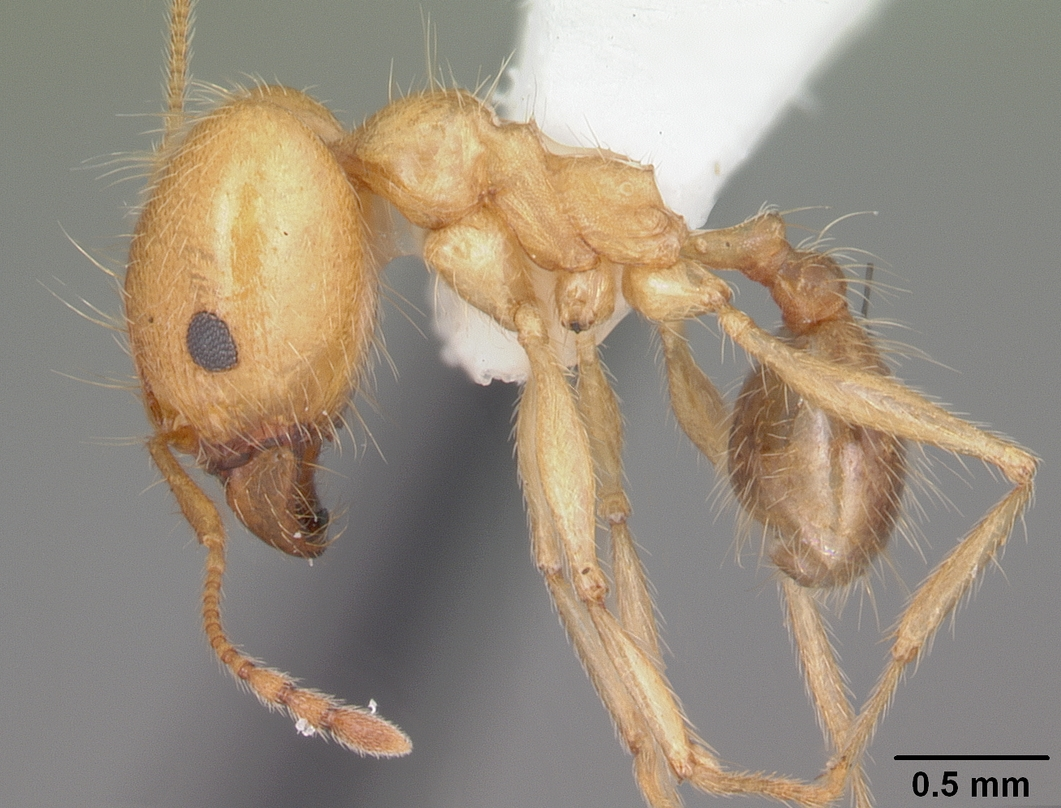
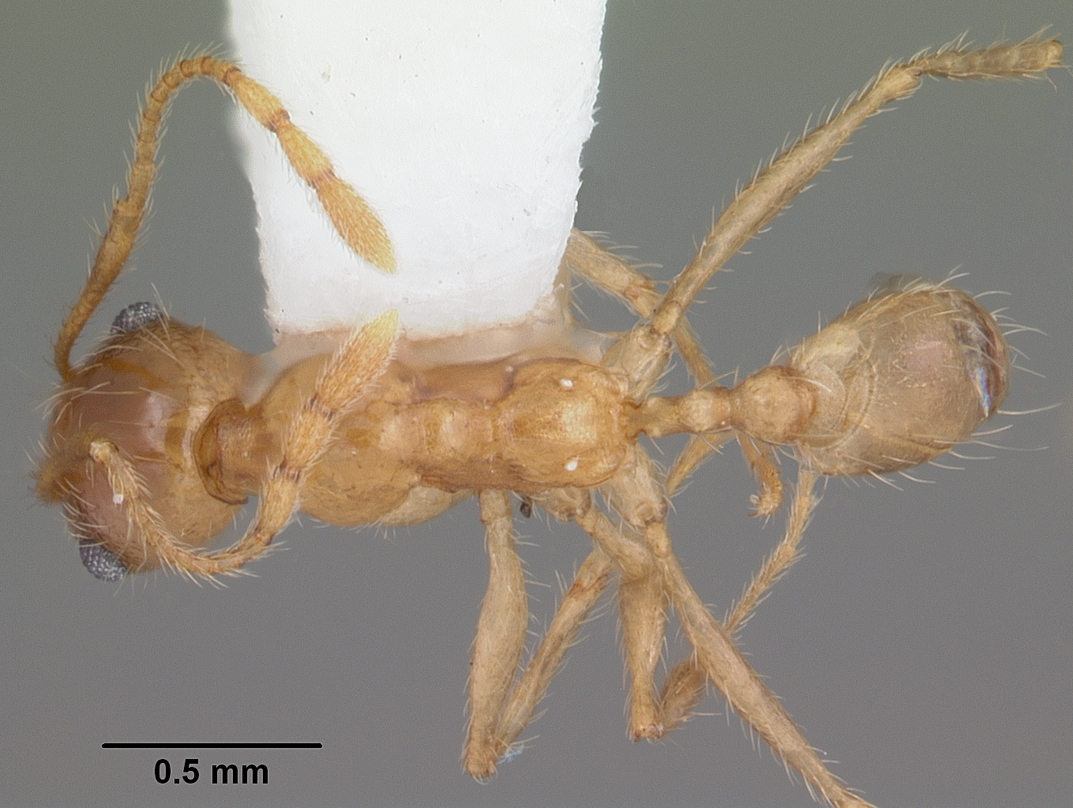
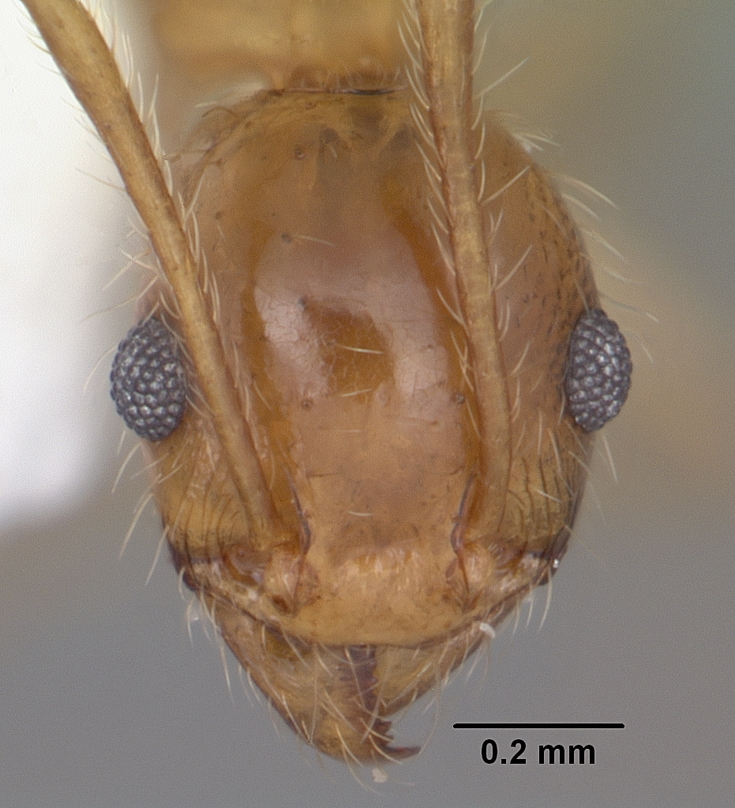